# رضا دانشمیر
رضا دانشمیر (زادهٔ ۱۳۴۳ خورشیدی در کرمانشاه) معمار ، دانش‌آموختهٔ کارشناسی ارشد رشته معماری از دانشگاه علم و صنعت است.  دانشمیر نقاشی را در استودیوی پروانه اعتمادی آموخت و در دوران دانشجویی ۸ نمایشگاه گروهی و انفرادی در گالری‌هایی همچون سیحون، آریا، فرهنگ‌سرای نیاوران و... برگزار کرد.

## فعالیت حرفه‌ای
فعالیت مستقل حرفه‌ای خود را از سال ۱۳۷۹ با بازسازی استخر متروک و تبدیل آن به گالری مبلمان و آثار هنری (گالری فریدون آو) آغاز کرد. کسب رتبه چهارم اولین دوره جایزه بزرگ معمار برای این پروژه موجب شهرت او شد. دانشمیر در سال ۱۳۸۳ به همراه همسرش کاترین اسپریدونف، شرکت مهندسان مشاور حرکت سیال را تأسیس کرد.

## گزیده آثار
- ویلای رز شهرک غرب
- ساختمان اداری گلفام
- مجموعه آی‌مکس
- ساختمان اداری پل رومی
- گالری آو[۶][۷]
- خانه دو پوستهٔ لواسان[۸][۹]
- پردیس سینمایی ملت[۱۰][۱۱][۱۲][۱۳][۱۴]
- مسجد ولی‌عصر[۱۵][۱۶][۱۷][۱۸][۱۹][۲۰][۲۱][۲۲][۲۳][۲۴][۲۵][۲۶][۲۷][۲۸]
- برج جام (بانک ملت)[۲۹][۳۰][۳۱]
- مجتمع تجاری آوا سنتر
- ویلای حصاری
- برج تجاری میکا ناتس

## جوایز
- ۱۳۸۰ - رتبه چهارم جایزهٔ معمار، برای گالری آو[۳۲]
- ۱۳۸۶ - رتبه چهارم جایزهٔ معمار ۸۶، برای ساختمان اداری پل رومی[۳۳][۳۴]
- ۱۳۸۷ - رتبهٔ اول جایزهٔ معمار ۸۷ در بخش ساختمان‌های عمومی، برای پردیس سینمایی پارک ملت[۳۲]
- ۲۰۱۵ - پروژه تجاری سال در جایزه معماری خاورمیانه ۲۰۱۵، برای مجتمع اداری گلفام تهران[۳۵][۳۶][۳۷][۳۸]